# Råttkungen
Råttkungen (engelska: Rat King) är en rollfigur i berättelserna om mutantsköldpaddorna Teenage Mutant Ninja Turtles. Karaktären skapades av Jim Lawson och medverkade första gången i  Tales of the Teenage Mutant Ninja Turtles #4 (februari 1988), skriven av Kevin Eastman och Peter Laird och har sedan dess medverkat i flera versioner, serietidningar, tecknade TV-serier och datorspel.
Han är en annorlunda karaktär inom Teenage Mutant Ninja Turtles, och vid olika framträdanden har han handlat som antingen skurk, neutral eller vän till sköldpaddorna. Hans karaktäristiska kläder består av trasor och bandage. Precis som namnet säger har han starka förbindelser med råttorna, men han är också stark (en nivå som dock skiljer sig mellan olika versioner).

## Medverkande

### Mirageserierna
I Mirageserierna medverkade han första gången i Tales of the Teenage Mutant Ninja Turtles #4, som är sköldpaddornas huvudfiende i berättelsen. Efter att ha levt i träskmarker i flera månader tar han sig till ett närliggande industriområde och använder det som skydd för vintern. Där stöter han på sköldpaddorna och Casey Jones, som är där för att träna. Han ser sköldpaddorna och Casey Jones som "monster" som är där för att ta "hans" territorium, och börjar jaga dem, och tar Michelangelo till fånga och lämnar honom åt råttorna (Michelangelo flyr dock senare). Han besegras dock av Leonardo som, i en duell kastar flera shuriken mot honom, vilket får honom att tappa balansen och trilla mot en silo.
I berättelserna "City at War" spelar han en större roll. Då Leonardo går in i den siolo där han besegrade råttkungen, ramlar Splinter och skadar sitt ben; och blir hjälplös, Splinter upptäcks av Råttkungen. Råttkungen besöker ofta Splinter, och Splinter drömmer snart att Råttkungen kommer, och säger att han väntat på Splinter. Två månader senare upphör detta, då Splinter återhämtat sig i styrka och kan lämna silon. Splinter hittar, mycket till sin stora överraskning, att to his surprise, Råttkungens lik begravt under stenar, lemlästat och flera kaststjärnor hittas.
Flera år senare spökar Råttkungen i Teenage Mutant Ninjas Turtles Vol. 4, då Splinter dör i en hjärtattack. Mycket av Råttkungens ursprung avslöjas senare i ett nummer av Tales of the Tales of the Teenage Mutant Ninja Turtles Vol. 2; där berättelsen avslöjar att en grupp varelser kända som Pantheon finns, och alla kan de kontrollera en djurart. Då Pantheonmedlemmen som styr råttorna når sitt slut väljs en ny ut, en man med bandage på sjukhus. Han blir Råttkungen, och utmanar Splinter på strid, som han förlorar efter en lång kamp. Då Råttkungen är besegrad erbjuds Splinter att ta denna plats, vilket han inte vill. Pantheon och Råttkungen sticker då iväg, men säger att Splinter vid sitt dödsögonblick återigen kommer erbjudas medlemskap.

### 1987 års tecknade TV-serie
Fastän han är en rollfigur av mindre betydelse i Mirageserierna medverkar Råttkungen som återkommande figur i 1987 års tecknade TV-serie (med röst läst av Townsend Coleman), där han precis som Shredder, Leatherhead och Baxter Stockman är en av få skurkar som också medverkar i Mirageserierna. I TV-serien hade Råttkungen dock ljust hår istället för Svart som i Mirageserierna. I sitt första medverkade visades hur han kan kommunicera med råttorna och spelar på sin flöjt för att hypnotisera dem, ungefär som Råttfångaren i Hameln, men i senare avsnitt visades han även göra det med tankar. Även Splinter kan hypnotiseras av musiken, och under hypnos dödade han nästan sköldpaddorna i strid. Denna version hade också högre intelligens och använde hemmagjorda kemikaliska bomber.
I serien är han en hemlös man som lever i kloakerna i New York, ganska nära sköldpaddorna. I många avsnitt där han medverkade kretsade handlingen kring hans försök att skapa en samhällsordning vid namn "råttokrati". Han har ibland även samarbetat med andra skurkar, som Krang och Shredder. Han har även samarbetat med Leatherhead i vissa avsnitt.
Råttkungen är oftast sköldpaddornas fiende, men i vissa undantag agerar han mer antihjälte och hjälper dem bland annat att rädda April O'Neil. ofta med hämndmotiv på deras gemensamma fiender.
Råttkungen har medverkat i 10 avsnitt:
- Enter the Rat King
- Return of the Fly
- Pizza by the Shred
- Leatherhead Meets the Rat King
- The Great Boldini
- Were-Rats from Channel 6
- Splinter Vanishes
- Donatello's Duplicate
- Night of the Rogues
- Wrath of the Rat King

### Archieserierna
I Archieserierna kallades han även Lord Ha’ntaan och medverkade för första gången i avsnitt 11, där sköldpaddorna stötte på honom i sitt sökande efter Shredder i kloakerna. Råttkungen låter sköldpaddorna passera, och berättar för dem vart Shredder finns, då Leonardo förklarat att de inte tänker skada honom.
Han medverkade även i framtidstrilogin "Future Shark", där han visar sig vara aktiv flera decennier in i framtiden. Då framtidens Donatello utrotat de flesta av Jordens råttor, då de i takt med miljöförstöringen, den globala uppvärmningen och den stigande vattennivån som följd, blivit ett problem då de måste ta sig in i de översvämmade städernas hus. 
Råttkungen slåss mot sköldpaddorna, och besegras då Verminator X oavsiktligt översvämmar rummet alla finns i, och spolar iväg Råttkungen och råttorna.

### 2003 års TV-serie
I 2003 års TV-serie medverkar Råttkungen (som dock aldrig kallas så här, och har en röst läst av David Zen Mansley), i avsnittet "I, Monster", en adaption av Mirageseriernas berättelse. Istället för att dö som i serietidningen, överlever han fallet ner i silon efter striden med Leonardo.
I tillbakablickar i avsnittet "I, Monster" avslöjas hans ursprung i denna version; där Råttkungen ursprungligen var Slayer från avsnittet "Bishop's Gambit", en prototyp av en biomekanisk supersoldat skapad av Agent Bishop genom att använda sitt eget och Splinters DNA. Slayer var tänkt att besegra främmande hot och slogs först mot sköldpaddorna, som bröt sig in i Bishops laboratorium då de sökte efter en kidnappad Splinter. Slayer förstördes i striden med sköldpaddorna och Splinter, då Agent Bishop översvämmade sitt laboratorium. Slayer undkom dock och vandrade genom kloakerna, och mådde industriområdet där "I, Monster" utspelar sig. Utan robotdelar, förvandlade sig Slayer till en monströs form, och blev Råttkungen.
Råttkungen återvänder senare i avsnittet "Wedding Bells and Bytes", och tittar i hemlighet på bröllopet i slutet av avsnittet.

### 2012 års TV-serie
I 2012 års TV-serie läses hans röst av Jeffrey Combs. I denna version är han Dr. Victor Falco, en vetenskapsman som arbetar med att försöka läsa tankar. Sköldpaddorna besegrar Falco då de upptäckt att han experimenterat med sin kollega, Dr. Tyler Rockwell, och förvandlat honom till ett apliknande monste.
Falco gömmer sig, men fortsätter forska i ett råttbebott laboratorium. Råttorna gnagar hål på sladdarna, och en explosion utlöses. Falco skadas, men får telepatisk kontrollförmåga över råttorna. Han försöker sedan manipulaera Splinter till att förinta sköldpaddorna. Splinter bryter sig dock fri från tankekontrollen.

### Datorspel
Råttkungen medverkar även i Teenage Mutant Ninja Turtles: Turtles in Time till Super Nintendo Entertainment System som nivåboss på banan Sewer Surfin där han använder en vattenskoter utrustad med missiler och taggiga bojer. Han medverkar också som boss i Teenage Mutant Ninja Turtles: Tournament Fighters till Super Nintendo Entertainment System.
Slayerversionen av Råttkungen från 2003 års serie medverkar också som boss i Episode Two i Teenage Mutant Ninja Turtles 3: Mutant Nightmare.